# River Pibor
River Pibor är ett vattendrag i Etiopien och Sydsudan. 